# Brasparts
Brasparts (bret. Brasparzh) – miejscowość i gmina we Francji, w regionie Bretania, w departamencie Finistère.
Według danych na rok 1990 gminę zamieszkiwały 1003 osoby, a gęstość zaludnienia wynosiła 21 osób/km² (wśród 1269 gmin Bretanii Brasparts plasuje się na 581. miejscu pod względem liczby ludności, natomiast pod względem powierzchni na miejscu 88.).